# Santuari de Meritxell

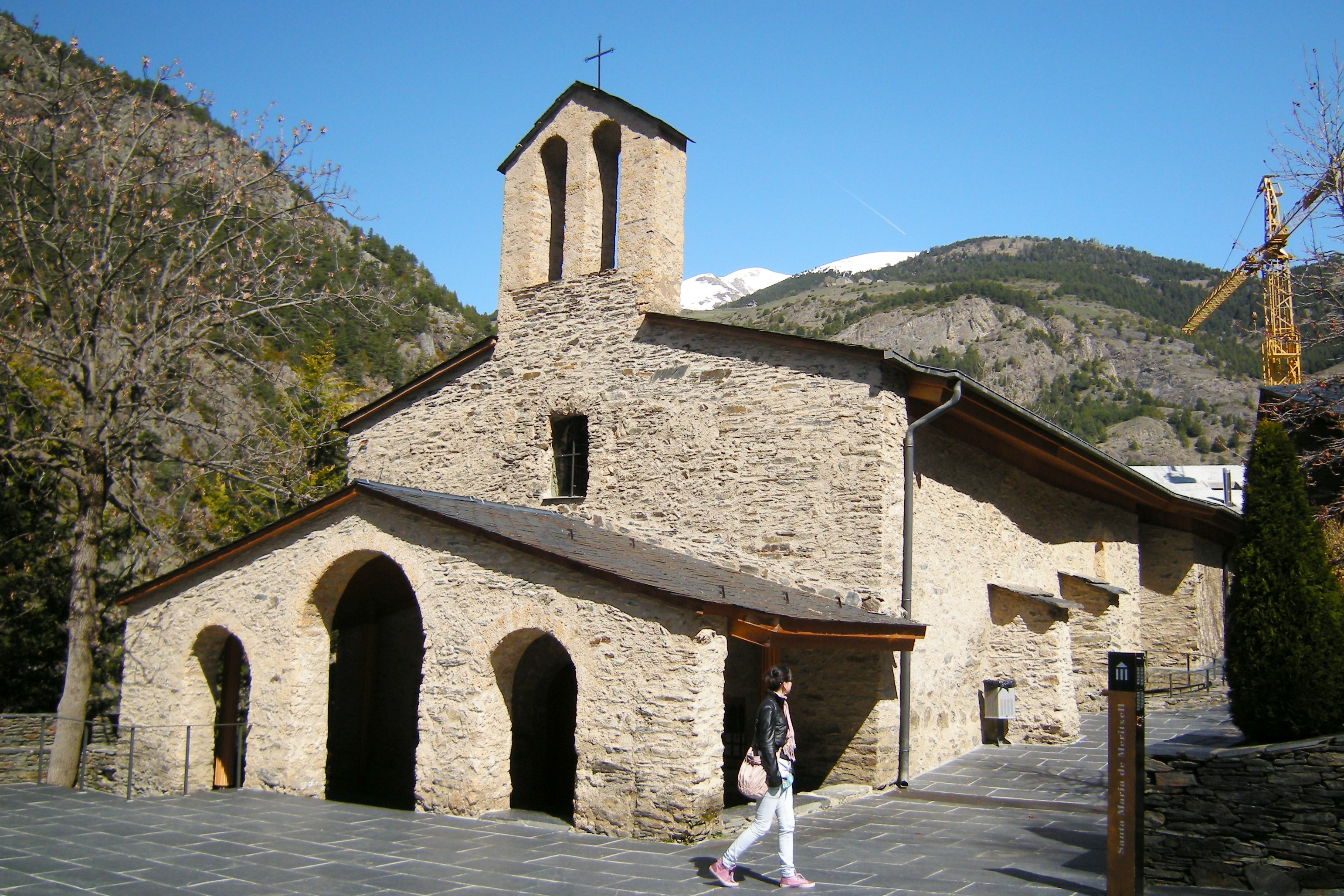
Alte Kapelle

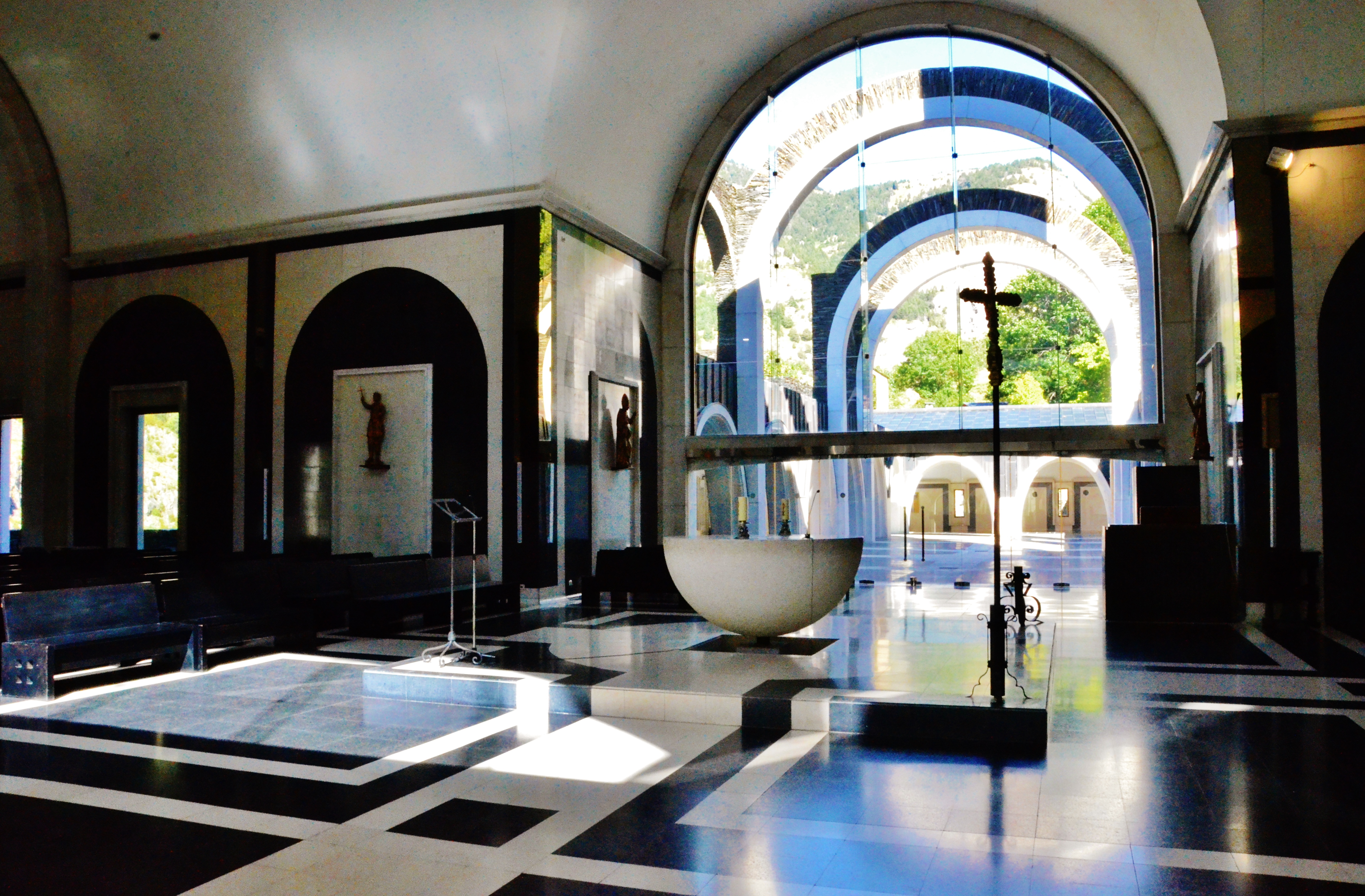
Innenraum des Heiligtums

Das Santuari de Meritxell (deutsch Heiligtum Unserer Lieben Frau von Meritxell) liegt in Meritxell, einem Ortsteil der andorranischen Gemeinde Canillo. In der Basilica minor wird Maria als Jungfrau von Meritxell und Schutzpatronin des Fürstentums Andorra verehrt. Der Gebäudekomplex steht in der Liste der Kulturdenkmäler in Canillo.

## Geschichte
Nach der Legende fand im 12. Jahrhundert ein Hirte an einem Wintertag unter einer blühenden Rose eine Madonnenstatue und nahm diese mit nach Hause. Die Statue kehrte jedoch dreimal an die gleiche Stelle zurück, an der er sie gefunden hatte. Schließlich beschlossen die Anwohner, dort eine Kapelle zu bauen und stellten die bemalte Statue in einer Altarnische auf.
1873 erklärte der Generalrat der Täler die Schirmherrschaft des Landes über die Kapelle. Am 8. September 1921, dem Fest Mariä Geburt, wurde die Marienstatue gekrönt. Seitdem wird der Tag der Nostra Senyora de Meritxell als Nationalfeiertag des Fürstentums Andorra begangen.
Die ursprüngliche Kapelle war im romanischen Baustil errichtet und wurde im 17. Jahrhundert vollständig renoviert. 1972 fing das Heiligtum in der Nacht nach dem Nationalfeiertag Feuer und wurde völlig verwüstet. Im Feuer wurde mit der Innenausstattung auch die romanische Schnitzerei der Jungfrau, die älteste des Fürstentums, vernichtet. Heute kann man in dem wiederhergestellten Teil des Gebäudes eine Ausstellung über die Geschichte des Ortes besichtigen.

## Kirchenbau
Der Bau eines neuen Heiligtums wurde südlich benachbart durch den spanischen Architekten Ricardo Bofill ab dem 8. September 1974 durchgeführt. Das wesentlich größere Gebäude mit den Baustoffen Glas, Kupfer und Naturstein bildet eine Mischung von Elementen wie den romanischen Bögen und einem islamisch inspirierten Brunnen. Es bildet eine Achse über das „konkave Amphitheater, die Riesenstufen, die Brücke über die Straße, die Türme, die romanischen Bögen, die Promenade, das konvexe Theater, den sprudelnden Brunnen und die geformte Kolonnade.“ Ein Ziel war die Verschmelzung der Kirche mit der umliegenden Landschaft. Das neue Gebäude wurde am 8. September 1976 geweiht. In seinem Inneren wird eine Replik der romanischen Madonna gezeigt.
Das Heiligtum wurde am 13. Mai 2014 von Papst Franziskus zur Basilica minor erhoben, genau hundert Jahre nach der päpstlichen Erklärung der Jungfrau von Meritxell zur Schutzpatronin der Täler von Andorra zu Zeiten Pius X.